# Henry Dodwell

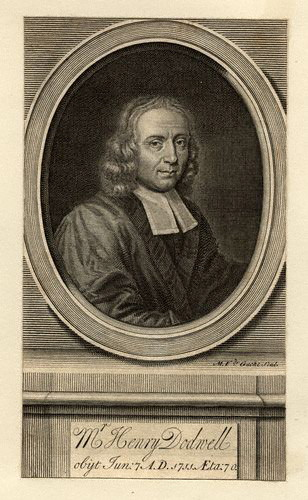
Henry Dodwell

Henry Dodwell (Dublin, outubro de 1641 - 7 de junho de 1711) foi um filólogo, historiador e teólogo irlandês.
Em 1654 entrou no Trinity College, Dublin. Entregou-se às ciências eclesiásticas, embora não fosse membro do clero. Ligou-se a William Lloyd, bispo de St Asaph, e foi nomeado em 1688 professor de história, na universidade de Oxford. Foi demitido por se ter recusado a jurar fidelidade a Guilherme III e Maria II: escreveu por essa altura um panfleto que intitulou "Non-jurors" (1701).
Dissertou sobre várias figuras da igreja e personalidade da Antiguidade.